# Nicola Canali
Nicola kardinál Canali (6. června 1874, Rieti – 3. srpna 1961, Vatikán) byl italský římskokatolický kněz a kardinál.